# Hydrotaea hirticeps
Hydrotaea hirticeps är en tvåvingeart som först beskrevs av Fallen 1824.  Hydrotaea hirticeps ingår i släktet Hydrotaea och familjen husflugor. Arten är reproducerande i Sverige. Inga underarter finns listade i Catalogue of Life.